# Nematopodius nigricornis
Nematopodius nigricornis là một loài tò vò trong họ Ichneumonidae.